# وارد بورتون
وارد بورتون (بالإنجليزية: Ward Burton)‏ هو سائق سيارة سباق أمريكي، ولد في 25 أكتوبر 1961 في ساوث بوسطن في الولايات المتحدة.

## وصلات خارجية
- وارد بورتون على موقع Racing-Reference.info (الإنجليزية)
- وارد بورتون على موقع DriverDB.com (الإنجليزية)